# Ловлення на покльовку
Техніка ловлення «На покльовку»
Інші відомі назви: Французьке ловлення, техніка Roubaisienne, Au Coup

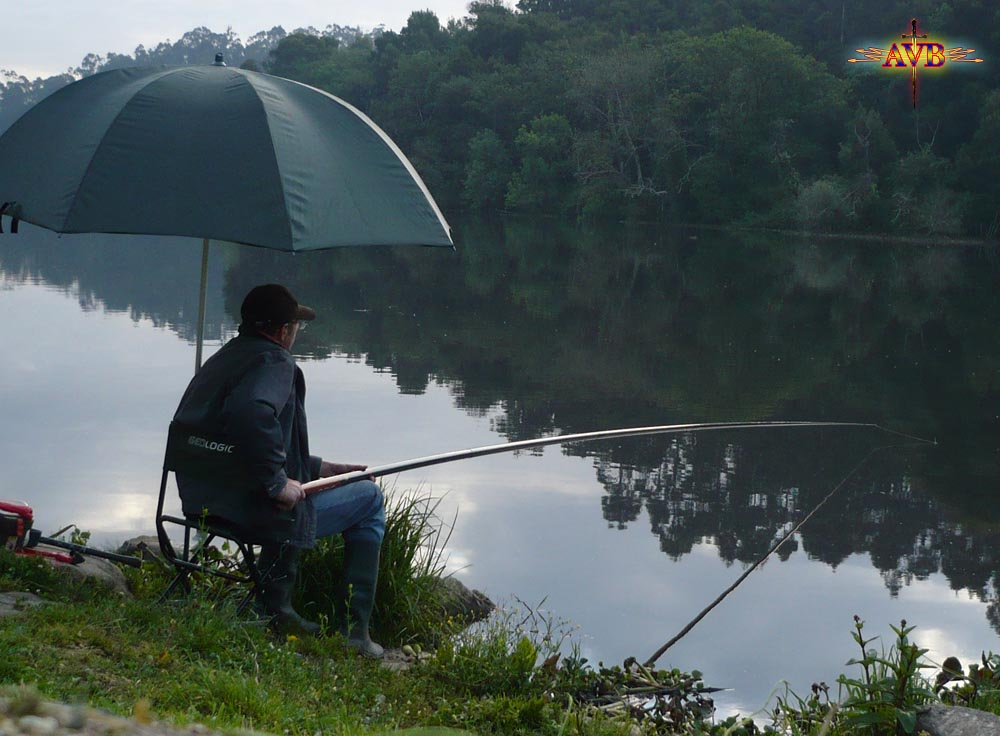
Французьке ловлення на канелон 9.5 метрів

 Французька назва техніки походить від вудочки з короткою волосінню, яку почали застосовувати на початку XX століття в районі містечка Рубе на півночі Франції. В 50-х роках техніка поширилась на сусідні Бенелюкс і Швейцарію. З 1980 в Італії завдяки Dr. Carlo Chines, національному технічному комісарові і промоутеру клубу Azzurro Acque Interne, техніка отримала значний поштовх росту популярності, почавши застосовуватись в спортивних змаганнях високих рівнів.
Ловлення «на покльовку» є однією з найвживаніших технік спортивного рибальства, яка, по суті, забезпечує найвищу ефективність як в маскуванні дуже чутливого монтажу, так і вдало збалансованому реакційному контролюванні передачі рухів риби до рибалки. Ця техніка дуже приктична на ріках завдяки неперевершеному контролю поплавка навіть при істотних течіях води і найвдаліше підходить для початківців спортивного рибальства.
Основним знаряддям ловлення «на покльовку» є вудочка з внутрішньою резинкою, на якій закріплена волосінь з елементами монтажу.
Вудилища для даної техніки використовуються штекерного типу. Вудилище довжиною до 7-8 метрів має, як правило, телескопічну конструкцію; довші канелони сягають деколи 22 метрів і монтуються з насаджуваних одна на одну секцій. Стандартна максимальна довжина канелону, допущена Міжнародною Федерацією Спортивного Рибальства на Мушку (FIPS Mouche) до участі в змаганнях становить 13 метрів для континентальної Європи, у Великій Британії — до 18 метрів, в Бельгії — до 11. Найпрактичнішими ж серед рибалок для відпрацьовування техніки вважаються набори, максимальна довжина змонтованого канелону яких дорівнює 14.5 метрів.
Резинка, або еластик, кріпиться всередині вудилища в останніх його секціях і слугує для прийнаття і амортизування основних ударів при зачепленні риби. Резинки можуть бути скріплені послідовно від тоншої до грубішої. Також як амортизуючий елемент деколи застосовується пружина.
Волосінь вибирається по товщині в залежності від ваги риби і по довжині — від глибини ловлення, і становить від 0.08 до 0.16 мм товщини.
Гачки для ловлення на покльовку використовуються найменших розмірів, від № 26 до № 12, деколи більші.
Роликовий супорт при ловленні «На покльовку» займає важливе значення серед знарядь цієї техніки, оскільки суттєво допомагає при висуванні і поверненні утримуваної частини вудилища, запобігаючи його нищенню до землі. Адже канелон, незважаючи на свою досить істотну довжину, водночас виготовлений з надлегких і витривало міцних матеріалів, що значно впливає на його ціну.